# Port lotniczy Umtata
Port lotniczy Mthatha (IATA: UTT, ICAO: FAUT) – port lotniczy położony w Mthatha, w prowincji Przylądkowej Wschodniej, w Republice Południowej Afryki.

## Linie lotnicze i połączenia
| Linia Lotnicza | Kierunek        |
| -------------- | --------------- |
| Airlink        | 1. Johannesburg |